# Joseph Bara
Joseph Bara, také Barra (30. července 1779, Palaiseau – 7. prosince 1793, Jallais) byl mladý francouzský republikánský voják (bubeník) v době Francouzské revoluce.

## Život, smrt a legenda
Joseph Bara byl ve skutečnosti příliš mladý na to, aby regulérně vstoupil do armády. Z vlastní vůle se připojil k armádní jednotce v departementu Vendée, která bojovala proti kontrarevolučním jednotkám. Po jeho smrti důstojník Jean-Baptiste Desmarres napsal Konventu: "Včera, obklopen nepřátelskými jednotkami, se tento odvážný chlapec rozhodl raději zemřít, než aby se odevzdal nepříteli dva koně, které vedl."
Smrt Josepha Bary propagandisticky využil Maximilien Robespierre, který ho před Národním konventem pochválil a řekl: „Jen Francouzi mají 13leté hrdiny“. Joseph Bara se stal obětí šuanů, kteří jen chtěli ukrást koně. Stal se však mučedníkem revoluce, symbolem odporu, který za cenu svého života odmítl ancien régime. Byla vytvořena legenda, že byl zajat nepřítelem a nucen křičet „Vive le Roi“ (Ať žije král), čímž by si zachránil život. Místo toho však vykřikl „Vive la République“ (Ať žije republika), což ho stálo život.
Jeho ostatky měly být ceremoniálně přeneseny do pařížského Pantheonu. K tomu ale nikdy nedošlo, protože byl mezitím Maximilien Robespierre svržen.

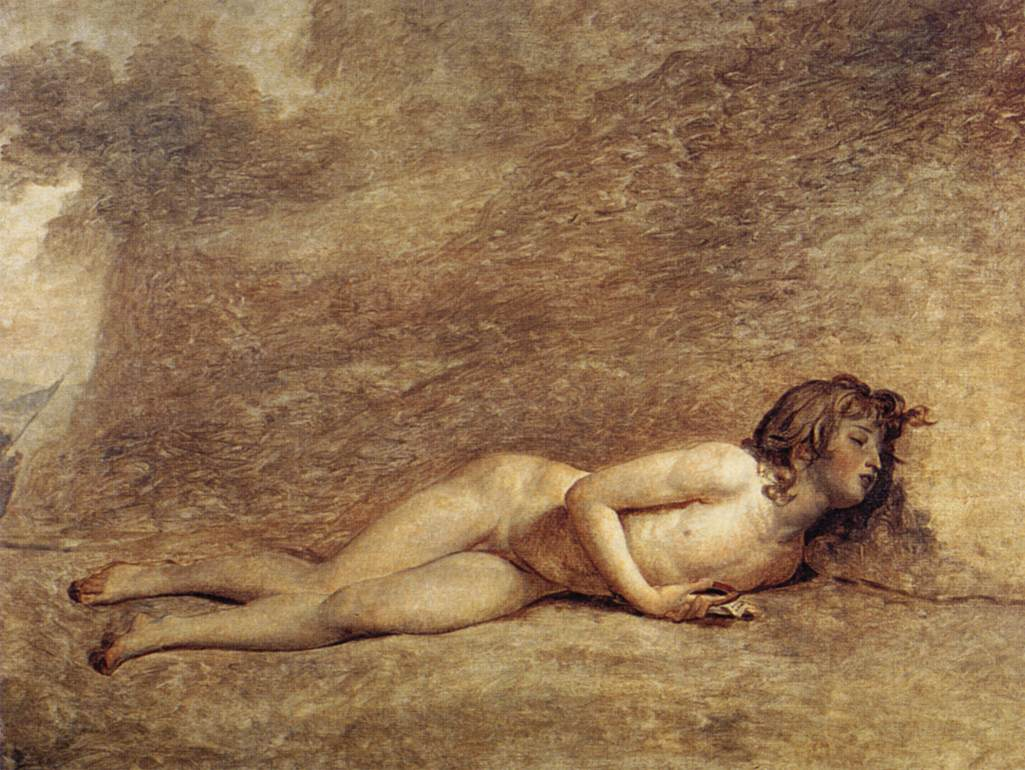
Jacques-Louis David: Smrt mladého Bary (1794).

## Pocty
Joseph Bara byl zvěčněn na mnoha obrazech, sochách a bustách, i významnými umělci jako byli Jacques-Louis David, David d'Angers, Jean-Joseph Weerts, Charles Moreau-Vauthier. Vznikala i díla v manufaktuře v Sèvres. Kromě toho byla po něm pojmenována ulice v Paříži (rue Joseph-Bara) a loď francouzského námořnictva (spuštěna na vodu v roce 1794). V jeho rodném domě v Palaiseau mu byla postavena socha.
Spolu s dalším „dětským mučedníkem“ francouzské revoluce, Josephem Agricolem Vialou, je jmenovitě zmíněn v revoluční písni „Le Chant du Départ“ ve sloce, kterou má zpívat dětský hlas.